# AFL sezona 1969.
AFL sezona 1969. je bila deseta po redu sezona AFL lige američkog nogometa. To je bila posljednja odigrana AFL sezona. Nakon nje je došlo do njenog spajanja s NFL ligom, a sve AFL momčadi su postale dijelom novostvorene AFC konferencije NFL lige.
Sezona je završila 4. siječnja 1970. utakmicom između pobjednika istočne divizije Kansas City Chiefsa i pobjednika zapadne divizije Oakland Raidersa u kojoj su pobijedili Chiefsi rezultatom 17:7 i tako osvojili svoj drugi naslov prvaka AFL-a. Tjedan dana kasnije, Chiefsi su u Super Bowlu IV pobijedili prvake NFL lige Minnesota Vikingse rezultatom 23:7.

## Poredak po divizijama na kraju regularnog dijela sezone
| Istočna divizija |     |     |     |      |     |     |
| Momčad           | Pob | Por | Ner | %    | P+  | P-  |
| New York Jets*   | 10  | 4   | 0   | 71.4 | 353 | 269 |
| Houston Oilers*  | 6   | 6   | 2   | 50.0 | 278 | 279 |
| Boston Patriots  | 4   | 10  | 0   | 28.6 | 266 | 316 |
| Buffalo Bills    | 4   | 10  | 0   | 28.6 | 230 | 359 |
| Miami Dolphins   | 3   | 10  | 1   | 23.1 | 233 | 332 |

| Zapadna divizija    |     |     |     |      |     |     |
| Momčad              | Pob | Por | Ner | %    | P+  | P-  |
| Oakland Raiders*    | 12  | 1   | 1   | 92.3 | 377 | 242 |
| Kansas City Chiefs* | 11  | 3   | 0   | 78.6 | 359 | 177 |
| San Diego Chargers  | 8   | 6   | 0   | 57.1 | 288 | 276 |
| Denver Broncos      | 5   | 8   | 1   | 38.5 | 297 | 344 |
| Cincinnati Bengals  | 4   | 9   | 1   | 30.8 | 280 | 367 |

Napomena: * - ušli u doigravanje, % - postotak pobjeda, P± - postignuti/primljeni poeni

## Doigravanje

### Divizijska runda
- 20. prosinca 1969. New York Jets - Kansas City Chiefs 6:13
- 21. prosinca 1969. Oakland Raiders - Houston Oilers 56:7

### Prvenstvena utakmica AFL-a
- 4. siječnja 1970. Oakland Raiders - Kansas City Chiefs 7:17

### Super Bowl
- 11. siječnja 1970. Kansas City Chiefs - Minnesota Vikings 23:7

## Nagrade za sezonu 1969.
- Najkorisniji igrač (MVP) - Joe Namath, quarterback, New York Jets

## Statistika po igračima
- Najviše jarda dodavanja: Daryle Lamonica, Oakland Raiders - 3302
- Najviše jarda probijanja: Dickie Post, San Diego Chargers - 873
- Najviše uhvaćenih jarda dodavanja: Warren Wells, Oakland Raiders - 1260